# Sgurr Fhuar-thuill
Sgurr Fhuar-thuill är ett berg i Storbritannien.   Det ligger i kommunen Highland och riksdelen Skottland, i den norra delen av landet, 700 km nordväst om huvudstaden London. Toppen på Sgurr Fhuar-thuill är 1 049 meter över havet, eller 469 meter över den omgivande terrängen. Bredden vid basen är 5,8 km.
Terrängen runt Sgurr Fhuar-thuill är huvudsakligen kuperad.Runt Sgurr Fhuar-thuill är det mycket glesbefolkat, med 3 invånare per kvadratkilometer. I omgivningarna runt Sgurr Fhuar-thuill växer i huvudsak blandskog.